# Storie d'amore (Piccola Orchestra Avion Travel)
Storie d'amore è un album della Piccola Orchestra Avion Travel del 2000.

## Il disco
Si tratta di un album di cover, con l'unica eccezione dell'ultimo brano, Non è successo niente, che è un inedito del gruppo; inoltre Che senso ha è una traduzione di Peppe Servillo della canzone Insensatez di Vinícius de Moraes e Tom Jobim.
Tra gli altri brani, ricordiamo Metà di me, successo di Caterina Valente (e cover a sua volta di Will He Be There), Sono contento perché la mamma m'ha dato i soldi per andare al cine, una delle poche canzoni scritte da Gianni Morandi, Insieme a te non ci sto più, successo della produttrice del disco Caterina Caselli e Il cielo, che Lucio Dalla e Dino Cabano presentarono al Festival delle Rose 1967.

## Tracce
1. La notte – 3:07 (testo: Nisa – musica: Salvatore Adamo)
2. Ma che freddo fa – 4:49 (testo: Franco Migliacci – musica: Claudio Mattone)
3. Lu minaturi – 4:12 (Domenico Modugno)
4. Insieme a te non ci sto più – 4:01 (testo: Vito Pallavicini – musica: Paolo Conte e Michele Virano)
5. Il cielo – 4:28 (testo: Gianfranco Baldazzi e Sergio Bardotti – musica: Lucio Dalla e Gianfranco Reverberi)
6. Che senso ha – 3:58 (testo: Peppe Servillo e Vinícius de Moraes – musica: Antônio Carlos Jobim)
7. Canzone appassionata – 3:42 (E. A. Mario)
8. Metà di me – 2:51 (testo: Giorgio Calabrese – musica: Shelly Coburn e Claus Ogerman)
9. Sono contento perché la mamma m'ha dato i soldi per andare al cine – 3:03 (Gianni Morandi)
10. Non è successo niente – 3:56 (testo: Peppe Servillo – musica: Fausto Mesolella, Mario Tronco e Peppe D'Argenzio)

Durata totale: 38:07

## Formazione
- Peppe Servillo - voce
- Fausto Mesolella - chitarre
- Mimì Ciaramella - batteria
- Mario Tronco - tastiere
- Ferruccio Spinetti - basso, contrabbasso
- Peppe D'Argenzio -  sassofono, ocarina